# Tseng Shu-o
Dans ce nom, le nom de famille, Tseng, précède le nom personnel.
Tseng Shu-o, née le 6 septembre 1984 à Kaohsiung, est une footballeuse internationale taïwanaise.

## Biographie

### Carrière en club
Fille d'un agriculteur et d'origine Bunun, elle passe la majorité de sa carrière de footballeuse dans différents clubs européens, américains et australiens. 
Elle commence en 1999 à Taïwan, d'abord au Hsiao Kang SHS puis en université au National Taiwan University of Sport (en) et National Taiwan Normal University (en). À partir de 2009, elle traverse la plupart des continents, d'abord en Australie en 2009, puis aux États-Unis. Elle est recrutée par les Whitecaps à Vancouver au Canada en 2011,, par l'AS Saint-Étienne en France en 2012. Ensuite elle joue pour le club islandais Fylkir Reykjavik en 2016 avec qui elle garde ses meilleurs souvenirs et retourne en France en 2020 pour rejoindre Albi. À bientôt 40 ans, elle continue le football et le site de sport Flashscore la recense jouer pour le club Dukla Prague.

### Parcours international
En sélection nationale, de 2002 à 2007, elle joue pour l'équipe des moins de 20 ans et intègre l'équipe sénior ensuite. En 2002, elle reçoit la récompense de meilleure joueuse dans le Championnat d'Asie féminin de football des moins de 19 ans. Elle participe aussi aux qualifications pour les Jeux olympiques en 2019 et en 2020.

## Palmarès
Elle est championne d'Autriche ainsi que finaliste de la Coupe d'Autriche en 2014 avec le SV Neulengbach,.